# Czarzyzna
Czarzyzna is een plaats in het Poolse district  Staszowski, woiwodschap Święty Krzyż. De plaats maakt deel uit van de gemeente Łubnice en telt 300 inwoners.

## Demografie
Volgens de Poolse volkstelling van 2002 woonden er 322 mensen in het dorp Czarzyzna, van wie 49,7% man en 50,3% vrouw was. In het dorp was de bevolking gespreid: 24,8% was jonger dan 18 jaar, 36,6% van 18 tot 44 jaar, 15,2% van 45 tot 64 jaar en 23,3% was 65 jaar of ouder.
1. ↑  Local Data Bank (Bank Danych Lokalnych) – Layout by NTS nomenclature (Układ wg klasyfikacji NTS). GUS (10 March 2011).